# Zjednoczony Front Demokratyczny
Zjednoczony Front Demokratyczny (ang. United Democratic Front, UDF; niem. Vereinigte Demokratische Front, VDF; afr. Verenigde Demokratiese Front, VDF) – namibijskie ugrupowanie polityczne opozycyjne wobec rządów SWAPO.

## Historia
Organizacja została założona jako koalicja mniejszych partii, w tym Partii Damara Justusa Garoëba. W 1989 na jej kandydatów głosowało 5,65% Namibijczyków. Dziesięć lat później wraz z Sojuszem Demokratycznym Turnhalle partia zawarła koalicje powyborczą, dzięki czemu oba ugrupowania pełnią do dziś rolę oficjalnej opozycji wobec rządów SWAPO (mimo iż drugą co do wielkości partią w parlamencie jest Kongres Demokratów). W ostatnich wyborach parlamentarnych z 2004 na Front padło 3.10% głosów, co dało mu 3 z 78 miejsc w parlamencie. Partia reprezentowana jest od 1992 w Radzie Narodowej Namibii (izbie wyższej parlamentu), gdzie dysponuje nieprzerwanie jednym mandatem.
Największym poparciem ugrupowanie cieszy się w regionach Khomas, Kunene i Otjozondjupa. Na czele Frontu stoi Justus Garoëb.

## Poparcie wyborców
| Wybory parlamentarne | Procent głosów | Liczba mandatów |
| -------------------- | -------------- | --------------- |
| 2004                 | 3,10%          | 3               |
| 1999                 | 2,90%          | 2               |
| 1994                 | 2,68%          | 2               |
| 1989                 | 5,65%          | 4               |